# Helgo Magnussen
Helgo Magnussen (* 11. Juni 1944 in Storkow (Mark)) ist ein deutscher Mediziner und Professor für Lungenheilkunde.

## Leben
Magnussen studierte in Tübingen, forschte zunächst im Max-Planck-Institut für experimentelle Medizin in Göttingen, dann an der Universität Bonn, ab 1977 als Leiter der dortigen pneumologischen Funktionseinheit. Er beschäftigte sich intensiv mit der Lungenfunktion und hier insbesondere mit der Ganzkörperplethysmographie. Im Jahr 1979 habilitierte er sich in Bonn. 1984 wurde er an der Universität  Hamburg zum außerplanmäßigen Professor ernannt.
Ab 1985 leitete er das Zentrum für Pneumologie und Thoraxchirurgie in Großhansdorf. Dort baute er im gleichen Jahr ein Zentrum für Schlafmedizin auf. 1998 gründete er das Pneumologische Forschungsinstitut, an dem vornehmlich Fragen zur Verbesserung der Diagnostik und Therapie von Atemwegserkrankungen untersucht werden. 2004 wurde er auf die C4-Stiftungsprofessur für Innere Medizin/Pneumologie am Universitätsklinikum Schleswig-Holstein, Campus Lübeck, berufen und leitet seither das „Pneumoupdate“, eine jährliche, nationale Fortbildungsveranstaltung für Pneumologie. Heute leitet Magnussen den Fachbereich „Pneumologie, Schlafmedizin und Allergologie“ in der Gruppenpraxis „Medizinicum Hamburg“ (bis 2018: „Klinikum Stephansplatz“). Hier beschäftigt er sich in einem interdisziplinären Team unter anderem mit den Auswirkungen systemischer rheumatologischer Erkrankungen wie Sklerodermie auf die Lunge.
Helgo Magnussen hat sich schon früh mit zahlreichen wissenschaftlichen Fragestellungen in der Lungenheilkunde beschäftigt. Im Vordergrund stehen Erkrankungen der Atemwege wie Asthma bronchiale, chronische Bronchitis (COPD) und Lungengerüsterkrankungen (Lungenfibrose). Er hat mehr als 400 wissenschaftliche Arbeiten publiziert.

## Arbeit für die Tabakindustrie
In die Kritik geriet Magnussen, als er in den Jahren 1989–93 Gelder der Tabakindustrie annahm, um Gefälligkeitsstudien zur Verharmlosung des Passivrauchens zu erstellen. Dazu setzte er in Experimenten u. a. asthmakranke Kinder Zigarettenrauch aus. Dafür erhielt er über 420.000 D-Mark.
Helgo Magnussen ist ein Urenkel von Christian Carl Magnussen.

## Schriften
- mit B. Disse, R. Rodriguez-Roisin, A. Kirsten, H. Watz, K. Tetzlaff, L. Towse, H. Finnigan, R. Dahl, M. Decramer, P. Chanez, E. F. Wouters und P. M. Calverley; the WISDOM Investigators: Withdrawal of Inhaled Glucocorticoids and Exacerbations of COPD. In: N Engl J Med. 2014 Sep 8.
- mit H. Watz, B. Waschki und T. Meyer: Physical activity in patients with COPD. In: Eur. Respir. J. 33, Feb 2009, S. 262–272.
- mit D. E. O’Donnell, T. Flüge, F. Gerken, A. Hamilton, K. Webb, B. Aguilaniu, B. Make: Effects of tiotropium on lung hyperinflation, dyspnoea and exercise tolerance in COPD. In: Eur. Respir. J. 23, Jun 2004, S. 832–840.
- mit Henrik Watz, Benjamin Waschki, Corinna Boehme, Martin Claussen und Thorsten Meyer: Extrapulmonary Effects of Chronic Obstructive Pulmonary Disease on Physical Activity: A Cross-sectional Study. In: Am. J. Respir. Crit. Care Med. 177, Apr 2008, S. 743–751.